# Селигер
Селиге́р — озеро ледникового происхождения в Тверской и Новгородской областях России. Другое название — Осташковское, по названию стоящего на озёрном берегу города Осташкова.

## Этимология
Озеро Селигер начинает встречаться под именем Серегер (др.-рус. Серегѣръ) в русских летописях в XII—XIII веках.
Название озера Селигер скорее всего прибалтийско-финского происхождения, однако конкретная его этимология остаётся предметом споров. А. Л. Погодин и поддержавший его А. И. Попов утверждали, что название восходит к фин. Selkäjärvi «высоко расположенное озеро». Я. Калима и М. Фасмер возводят название озера к фин. Särkijärvi «плотвяное озеро». При этом обе версии взаимоисключающи и имеют определённые фонетические трудности. Проблема происхождения названия озера Селигер остаётся дискуссионной ещё и в силу трудности различения прибалтийско-финской и балтийской гидронимии в регионе.

## География и гидрография

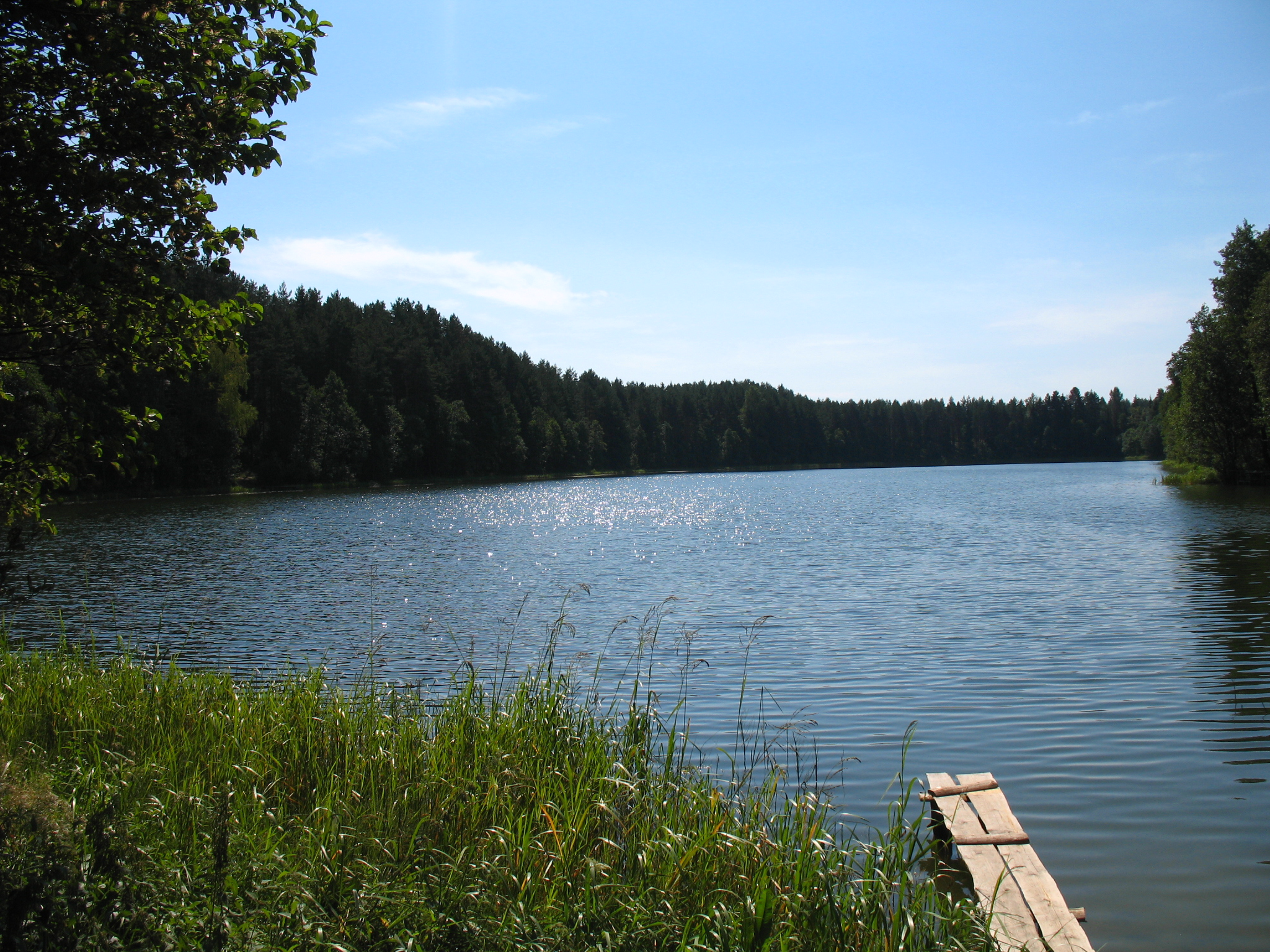
Озеро Щучье на острове Хачин

Площадь озера 260 км², в том числе около 38 км² приходится на острова (их на Селигере более 160). Крупнейший — Хачин.
Площадь всего бассейна — 2275 км². Наибольшая глубина Селигера составляет 24 метра, средняя — 5,8 метра.
Селигер принимает 110 притоков, а из него вытекает лишь одна река Селижаровка. Озеро лежит на высоте 205 метров над уровнем моря и имеет ледниковое происхождение. Этим объясняется его своеобразная форма — это не озеро в привычном понятии, а скорее цепочка озёр, протянувшихся с севера на юг на 100 км и связанных между собой короткими узкими протоками. береговая линия имеет протяжённость 528 километров и отличается изрезанностью — поросшие лесом мысы, глубокие вдавшиеся в сушу живописные заливы, разнообразные по форме острова.
На Селигере насчитывается 24 плёса, самые большие — Полновский, Осташковский, Кравотынский, Селижаровский, Троицкий, Сосницкий, Нижнекотицкий и Берёзовский.
Вода в Селигере очень прозрачная, прозрачность достигает 5 метров.
На берегу южной части озера Селигер расположены город Осташков и усадьба «Новые Ельцы».

### Притоки
- Глубочица
- Замошенка
- Крапивенка
- Сиговка
- Сорога
- Ускройня
- Черёмуха
- Чёрная

### Озёра в бассейне Селигера
- Белое
- Берёзовское
- Большой Жетонег
- Большой Ржанец
- Глубокое
- Глубокое
- Глубокое
- Долгое
- Залецкое
- Корегощ
- Ласцо
- Полонец
- Сабро
- Свапущенок
- Святое
- Серемо
- Серменок
- Сиг

## Флора и фауна
В Селигере обитает около 30 видов рыб (промысловое значение имеют снеток, лещ, щука, судак, налим, ряпушка, язь), ведутся работы по акклиматизации угря, пеляди, велись по акклиматизации карпа.
В окрестностях Селигера сохранились такие млекопитающие как лось, кабан, бурый медведь, волк, лисица, заяц, белка, енот, куница, бобр, летучие мыши.
Из птиц есть цапля, журавль, утка, чайка, рябчик, вальдшнеп, сорока, дятел, дрозд, пеночка, орёл.
Почти все берега озера окаймляет прибрежно-водная растительность: на песчаных отмелях — тростник и осока, в заводях и заливах — камыш, рогоз, рдесты, белые кувшинки и жёлтые кубышки.
Также на берегах озера можно встретить хвойные деревья, такие как ель, сосна, лиственница. Распространены широколиственные растения, такие как дуб, берёза, осина.

## Галерея

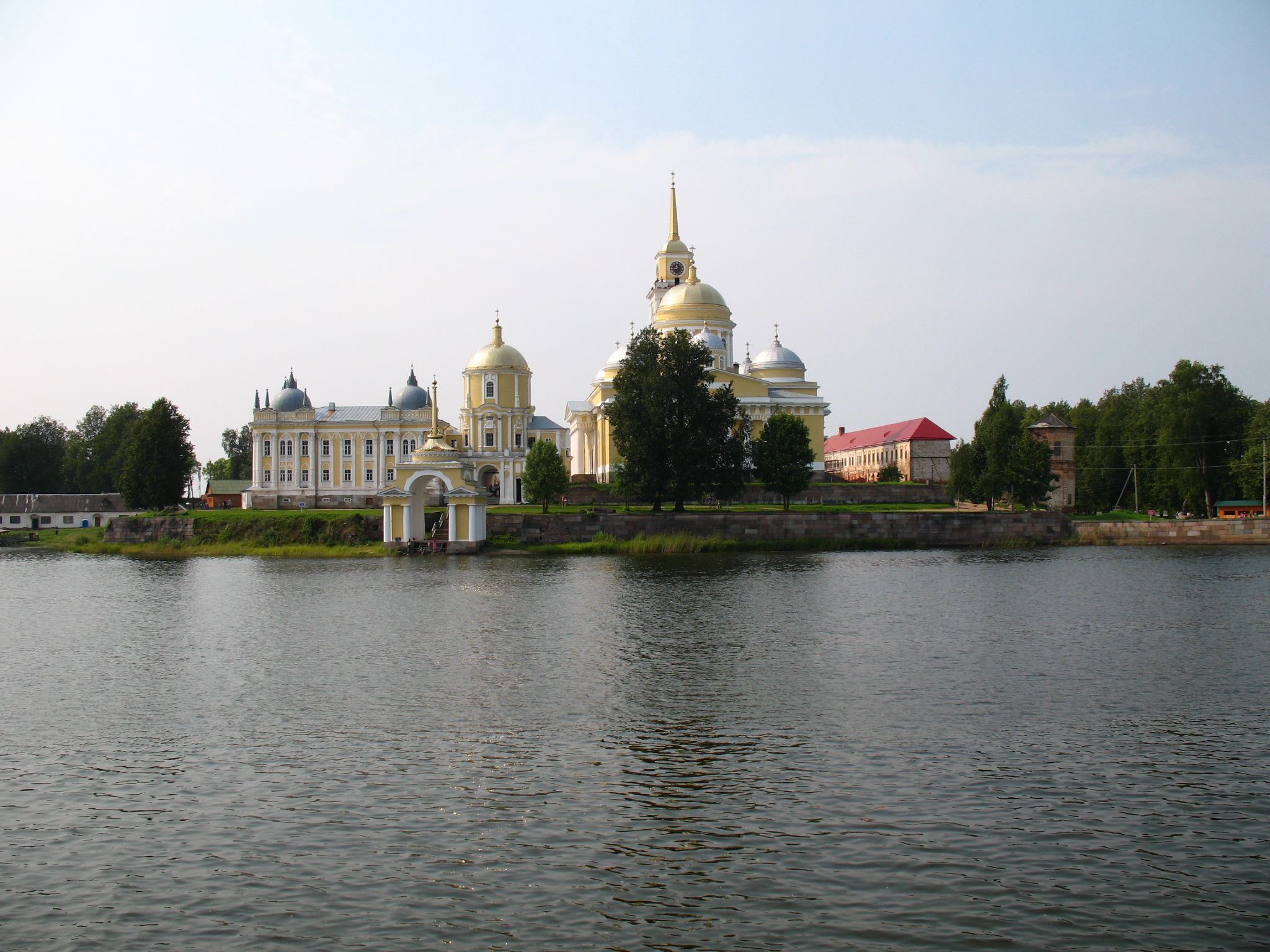
Озеро Селигер, Нило-Столобенская пустынь
Озеро Селигер возле города Осташкова
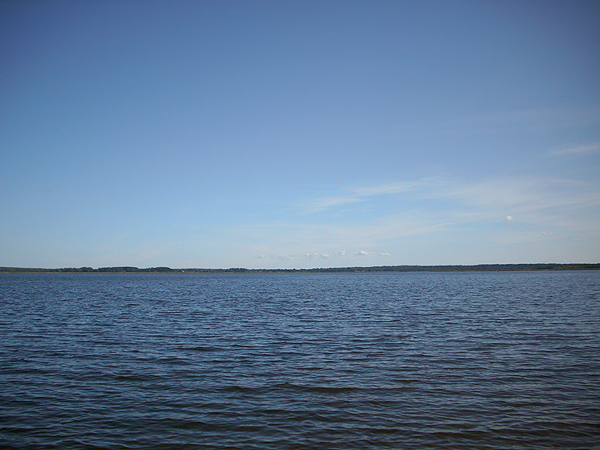
Селигер
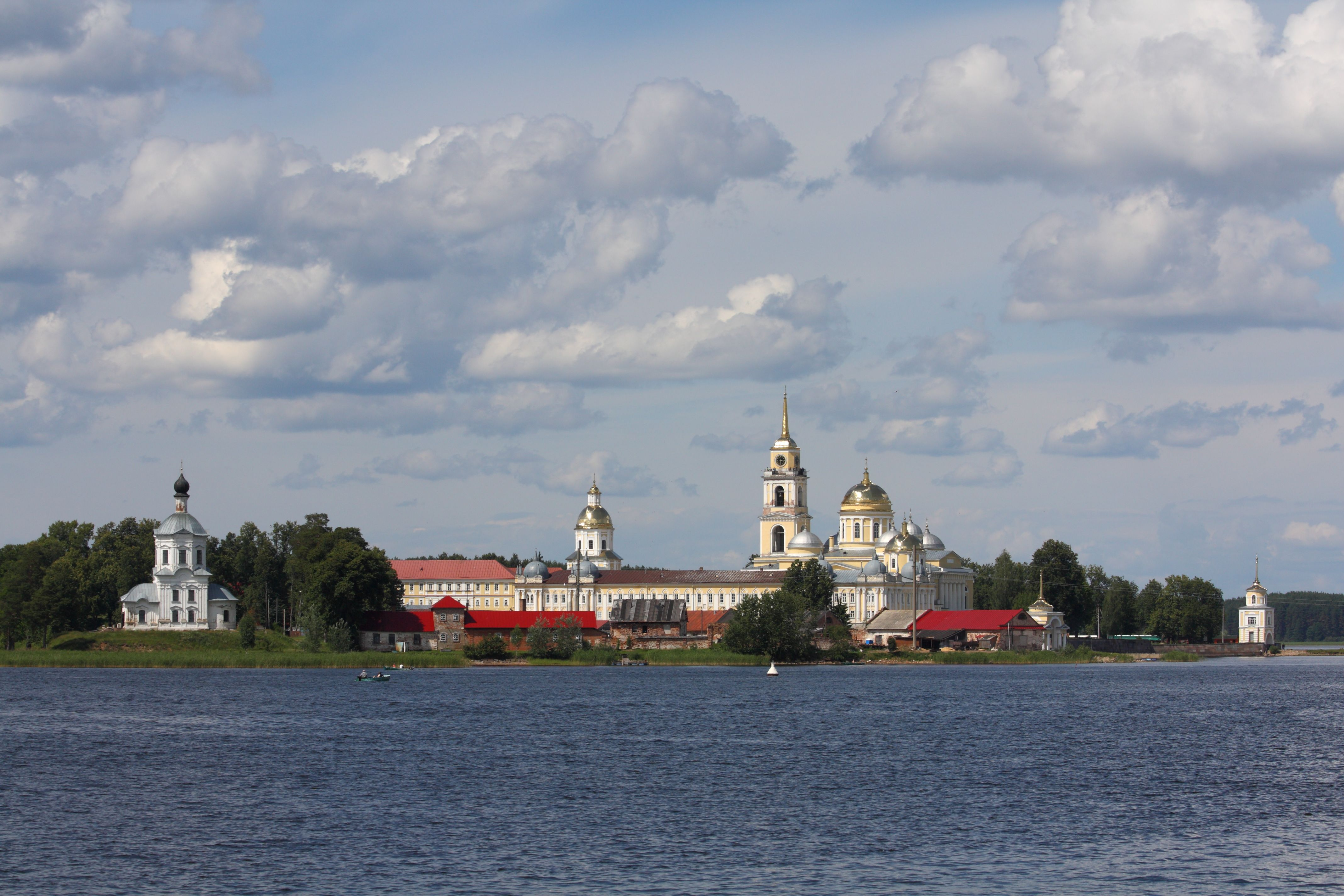
Селигер: Вид на Нилову пустынь
Селигер. Вид с т/х «Капитан Марков»
Селигер в окрестностях г. Осташкова
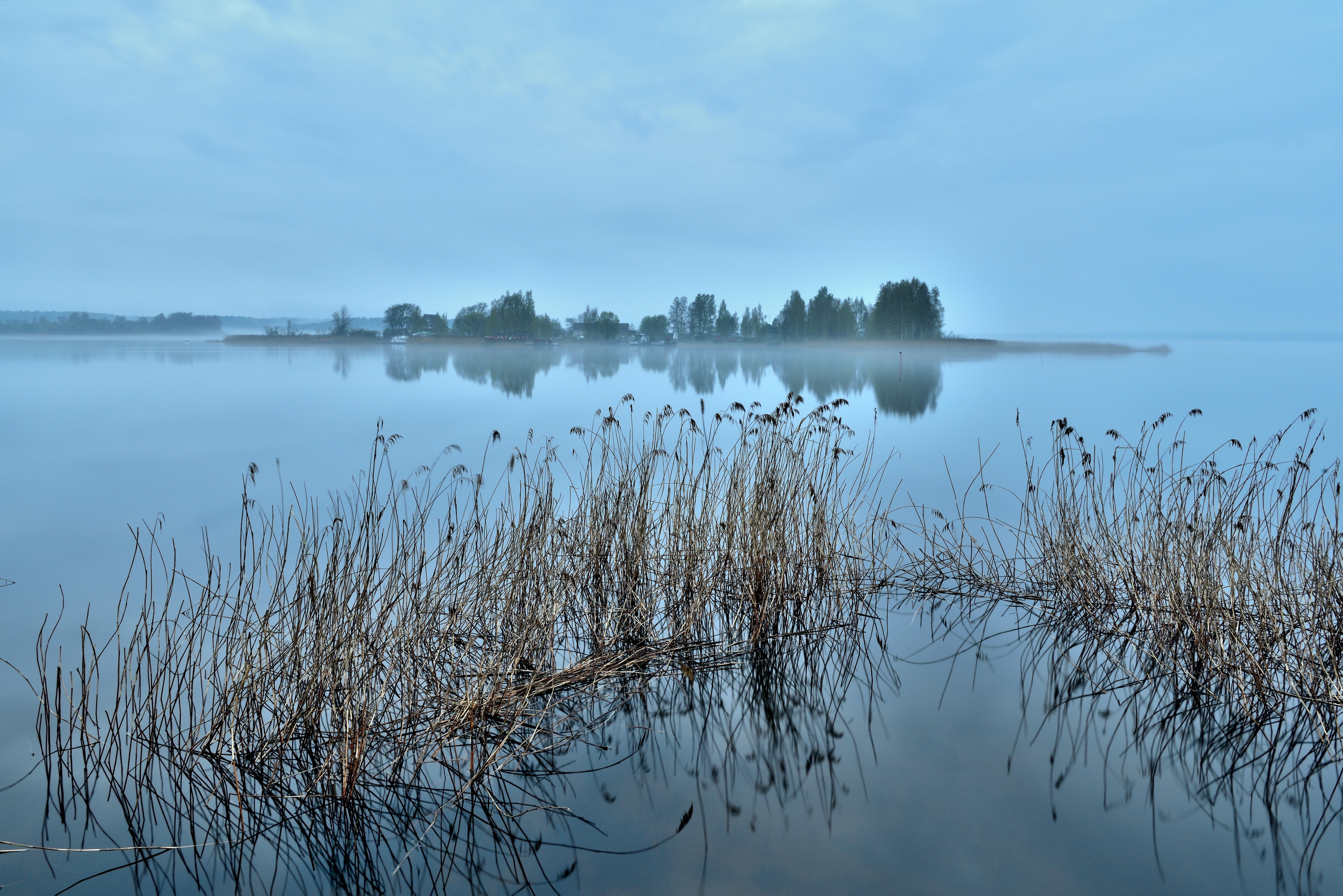
Осташков. Вид на остров Вороний туманным утром
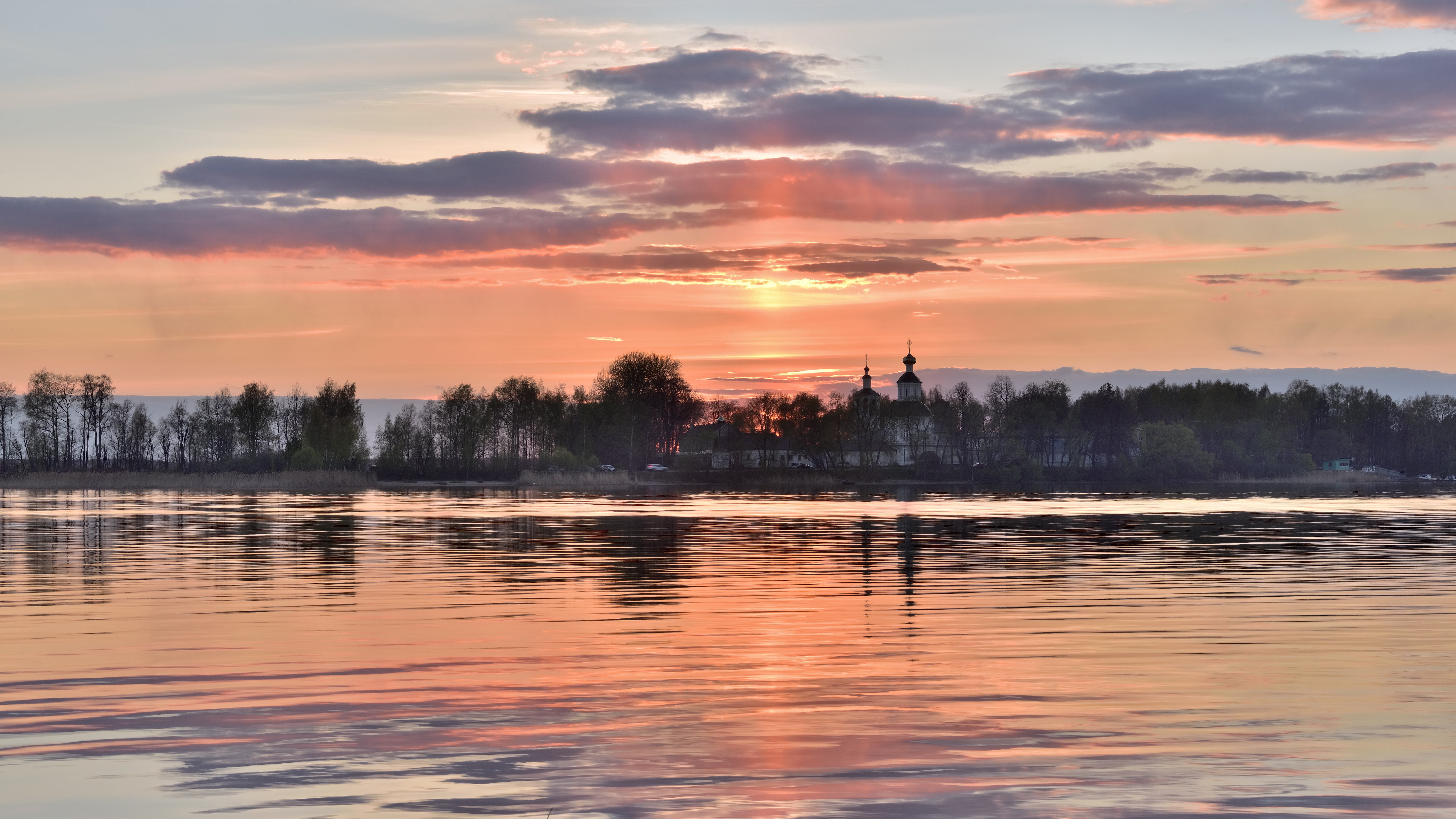
Весенний закат над озером Селигер в Осташкове
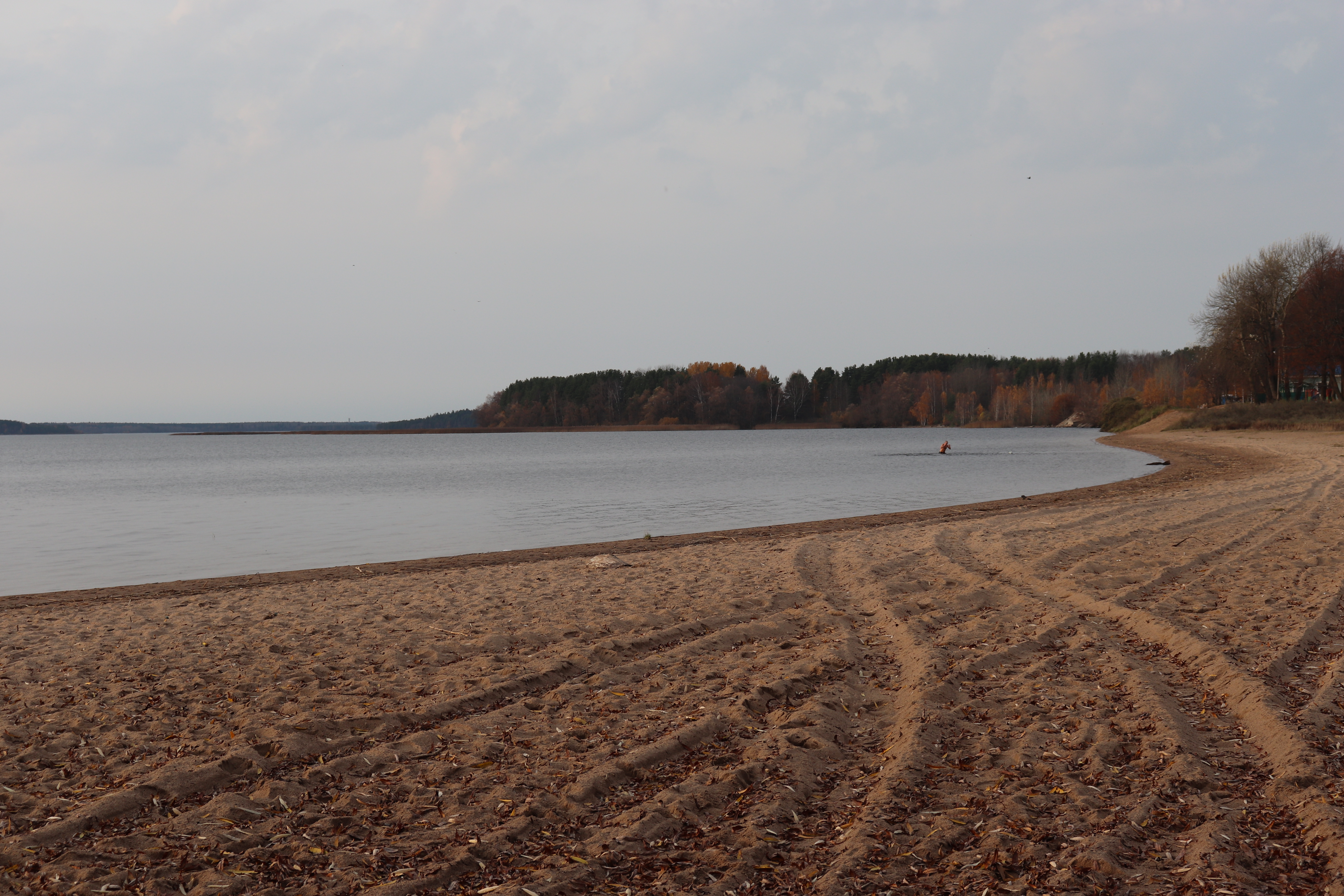
Пляж в Осташкове

## Судоходство

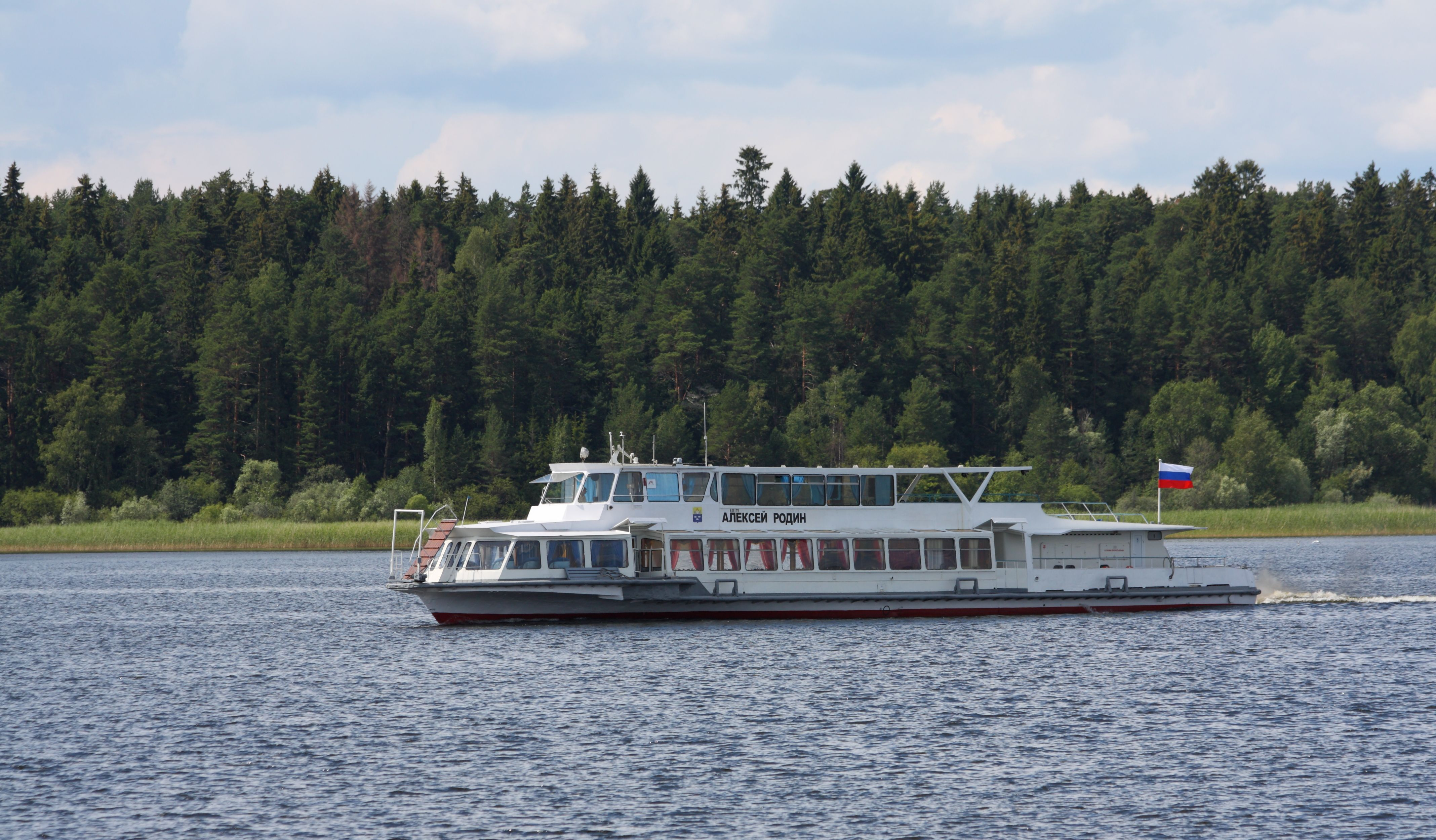
Речной теплоход «Алексей Родин» на Селигере

Селигер — судоходное озеро. Пассажирские перевозки осуществляются судами типа «Москва» (имеется 4 судна, с собственными именами: «Алексей Родин», «Капитан Хоробрых», «Капитан Марков», «Байконур»), «Москвич», ОМ, а также судами других типов. В Осташкове есть речной вокзал, на многих островах имеются пристани. На озере действуют паромные переправы.
В настоящее время на Селигере существует один маршрут регулярного водного пассажирского сообщения: Осташков — остров Городомля (в зимний период теплоходы идут по сокращённому пути). Количество рейсов составляет 8—9 в день.

## Достопримечательности
На озере, на острове Столобный, расположен монастырь Нилова Пустынь, основанный в честь Нила Столобенского.

## Туризм

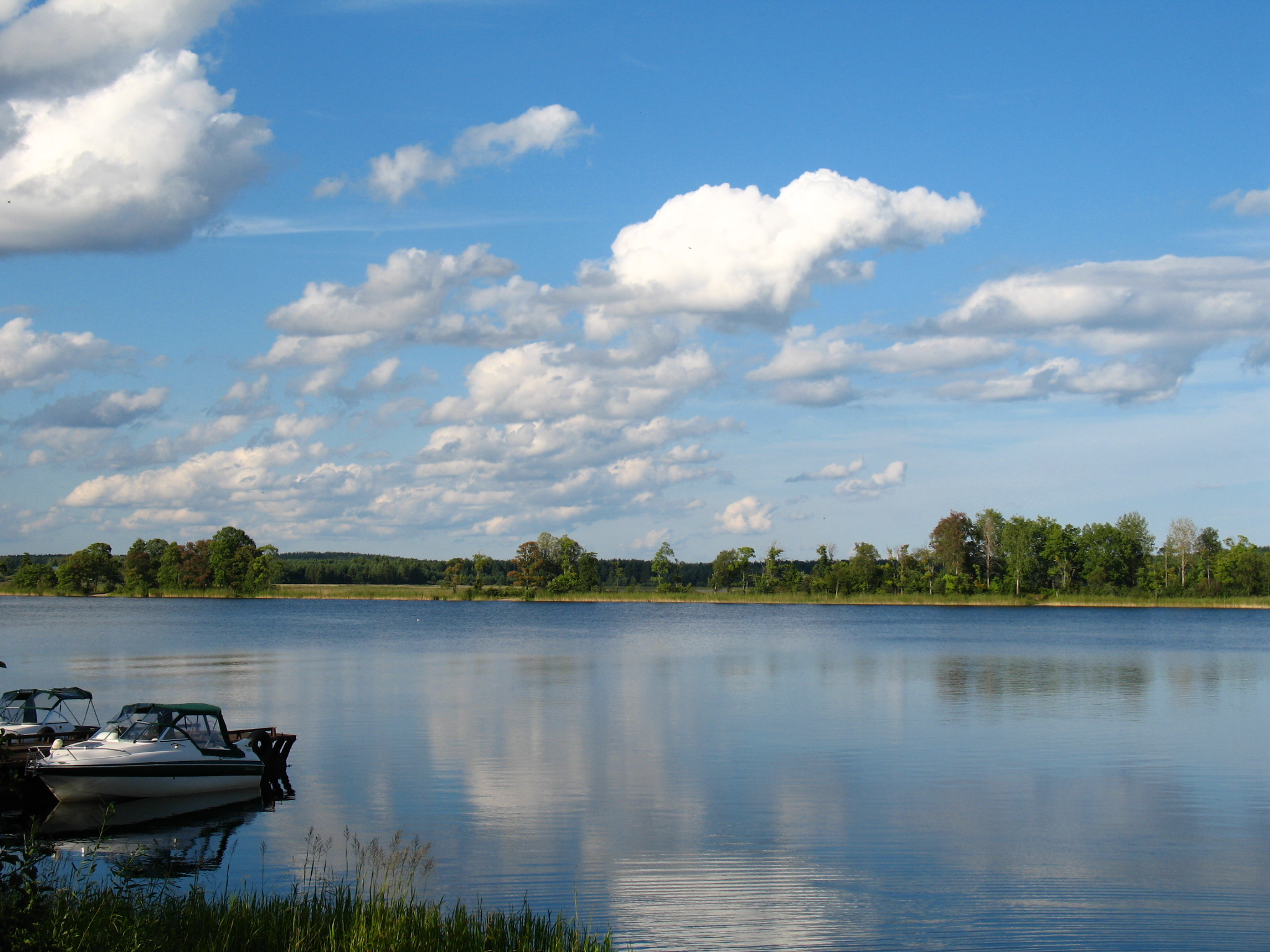
Озеро Селигер. Пристань у Сокола

Селигер — популярное место автомобильного, водного, железнодорожного, а также велосипедного туризма. Имеются многочисленные базы отдыха.

## Молодёжный форум
Начиная с 2005 года на берегу озера ежегодно проводится молодёжный форум «Селигер». Организатором форума с 2005 является молодёжное движение «Наши». Начиная с 2009 года, форум курируется совместно с Федеральным агентством «Росмолодёжь». Крупный молодёжный лагерь «Селигер», принимавший на своей площадке в течение десяти лет молодёжь, в 2015 году был переименован в «Форум парк».

## Экология
В 2017 году вода озера оказалась самой чистой в Тверской области среди контролируемых. Показатель УКИЗВ составил 1,78 (класс 2 — «слабо загрязнённая»).